# Ionosfernaïa Stantsiïa
Ionosfernaïa Stantsiïa (en russe : Ионосферная станция, « station ionosphérique ») est une série de deux satellites scientifiques soviétiques, conçus pour effectuer des recherches sur l'ionosphère. Ils ont été programmés par l'Académie des sciences d'URSS et étaient exploités par le ministère de la Défense de l'Union soviétique.

## Historique des lancements
2 satellites ont été lancés, tous par des Cosmos-3M depuis Plessetsk.
| Date de lancement | Désignation                          | Identifiant COSPAR | Notes |
| ----------------- | ------------------------------------ | ------------------ | ----- |
| 27 décembre 1969  | Ionosfernaïa Stantsiïa 1             | 1969-F15           | Échec |
| 2 décembre 1970   | Ionosfernaïa Stantsiïa 2, Cosmos 381 | 1970-102A          |       |

## Caractéristiques
Ionosfernaïa Stantsiïa étaient des satellites basés sur la plate-forme KAUR-1, de forme cylindrique. Ils étaient stabilisés par gradient de gravité et aussi magnétiquement. Ils étaient alimentés par des panneaux solaires, disposés autour de leur corps cylindrique, rechargeant des batteries chimiques. Leur charge utile principale était un émetteur ionosphérique à impulsions.